# Greta Andersen
Greta Andersen (Copenhague, 1 de mayo de 1927-6 de febrero de 2023) fue una nadadora danesa retirada, especializada en pruebas de estilo libre, donde consiguió ser campeona olímpica en 1948 en los 100 metros.

## Carrera deportiva
En los Juegos Olímpicos de Londres 1948 ganó la medalla de oro en los 100 metros estilo libre, con un tiempo de 1:06.3 segundos, por delante de la estadounidense Ann Curtis y la neerlandesa Marie-Louise Linssen-Vaessen; y también ganó la medalla de plata en los relevos de 4x100 metros estilo libre, tras Estados Unidos y por delante de Países Bajos.